# Maladera arenicola
Maladera arenicola är en skalbaggsart som beskrevs av Semyon Martynovich Solsky 1876. Maladera arenicola ingår i släktet Maladera och familjen Melolonthidae. Inga underarter finns listade i Catalogue of Life.